# Брион (Эн)
Брио́н (фр. Brion) — коммуна во Франции, находится в регионе Рона — Альпы. Департамент — Эн. Входит в состав кантона Нантюа. Округ коммуны — Нантюа.
Код INSEE коммуны — 01063.

## География

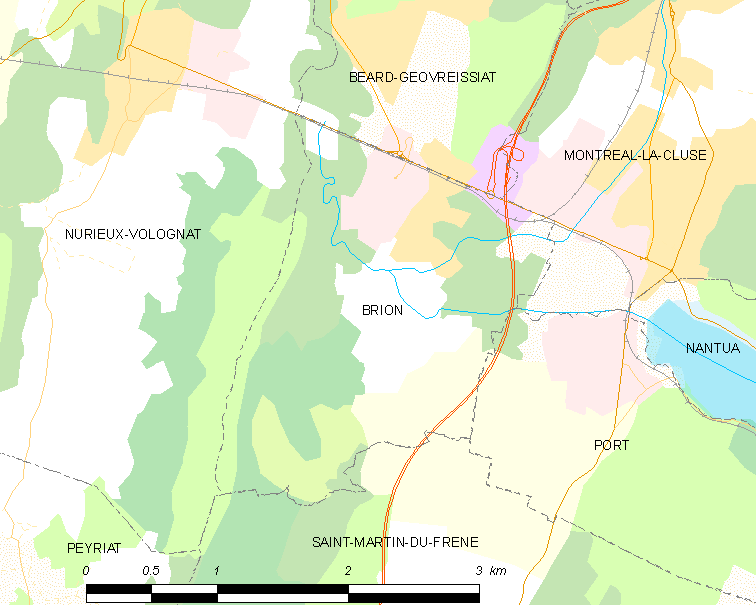
Карта коммуны

Коммуна расположена приблизительно в 390 км к юго-востоку от Парижа, в 75 км северо-восточнее Лиона, в 86 км к востоку от Бурк-ан-Бреса.
По территории коммуны протекают реки Анж и Уаньен.

## Климат
Климат полуконтинентальный с холодной зимой и тёплым летом. Дожди бывают нечасто, в основном летом.

## История
Коммуна была образована 25 марта 1845 года путём отделения от коммуны Жеовресья.

## Население
Население коммуны на 2010 год составляло 517 человек.
| 1962 | 1968 | 1975 | 1982 | 1990 | 1999 | 2010 |
| ---- | ---- | ---- | ---- | ---- | ---- | ---- |
| 195  | 215  | 335  | 395  | 587  | 559  | 517  |

## Администрация
| Период | Период | Фамилия          | Партия | Примечания |
| ------ | ------ | ---------------- | ------ | ---------- |
| 1995   | 2001   | Жан-Пьер Корнали |        |            |
| 2001   | 2020   | Андре Кортиновис |        |            |

## Экономика
В 2010 году среди 335 человек трудоспособного возраста (15—64 лет) 260 были экономически активными, 75 — неактивными (показатель активности — 77,6 %, в 1999 году было 71,9 %). Из 260 активных жителей работали 243 человека (133 мужчины и 110 женщин), безработных было 17 (7 мужчин и 10 женщин). Среди 75 неактивных 18 человек были учениками или студентами, 43 — пенсионерами, 14 были неактивными по другим причинам.